# آلن جوزف بواس
آلن جوزف بواس (انگلیسی: Allan Boase; ۱۹ فوریهٔ ۱۸۹۴ – ۱ ژانویهٔ ۱۹۶۴) فرد نظامی اهل استرالیا بود. وی همچنین برندهٔ جوایزی همچون نشان امپراتوری بریتانیا شده‌است.